# ارثوسی (قمر)
ارثوسی (‎/ɔːrˈθɒs[invalid input: 'ɨ'].iː/‎ or-THOS-ə-ee or ‎/ɔːrˈθoʊsiː/‎ or-THOH-see،یونانی: Ορθωσία)، (به انگلیسی: Orthosie) که با نام ژوپیتر XXXV نیز خوانده می‌شود، یکی از قمرهای نامنظم و مخالف گرد مشتری است. این قمر به وسیله تیمی از منجمان دانشگاه هاوایی به سرپرستی اسکات اس.شپرد در سال ۲۰۰۱ میلادی کشف شد. این گروه برای آن نام موقت اس/۲۰۰۱ جی۹ را در نظر گرفتند.
قطر این قمر حدود دو کیلومتر است. قمر تیونه با مدار ۲۰٬۵۶۸ مگا متر هر ۶۰۲٫۶۱۹ روز زمینی، یک بار به دور مشتری می‌چرخد. انحراف آن ۱۴۲ درجه نسبت به دائرةالبروج است. (۱۴۳ درجه نسبت به استوای مشتری) و خروج از مرکز مدار آن ۰٫۲۴۳۳ است.
در ماه اوت سال ۲۰۰۳ نام این قمر به نام ارثوسی، الهه موفقیت در اساطیر یونانی و یکی از هورای نامگذاری شد. هورای دختران زئوس و تمیس بودند.
این قمر به گروه اننکه تعلق دارد که قمرهای نامنظمی دارد که با حرکت مخالف گرد و فاصله بین ۱۹٫۳ و ۲۲٫۷ میلیون کیلومتر و انحراف ۱۵۰°درجه بدور مشتری می‌چرخند.